# Micromyrtus blakelyi
Micromyrtus blakelyi är en myrtenväxtart som beskrevs av John William Green. Micromyrtus blakelyi ingår i släktet Micromyrtus och familjen myrtenväxter. Inga underarter finns listade i Catalogue of Life.